# Хайлемикаэль, Текле
Текле Хайлемикаэль (англ. Tekle Hailemikael; род. XX век) — эфиопский шоссейный велогонщик. Участник летних Олимпийских игр 1992 года.

## Карьера
В 1992 году был включён в состав сборной Эфиопии на летних Олимпийских играх в Барселоне.
На них выступил в групповой шоссейной гонке протяжённостью 194 км, но не смог финишировать как и ещё 69 гонщиков.